# Guatraché
Guatraché é um município da província de La Pampa, na Argentina.